# Championnat d'Europe masculin de volley-ball des moins de 21 ans 1975
Navigation
Voorburg 1973 Montpellier 1977
Le 5e championnat d'Europe masculin de volley-ball des moins de 21 ans 1975 (Juniors) s'est déroulé du 26 juillet au 2 août 1975  à Giesen, Osnabrück, Nordhorn et Francfort (Allemagne).

## Déroulement de la compétition

### Tour préliminaire

#### Composition des groupes
| Poule A                                                       | Poule B                                                     | Poule C                                                  |
| ------------------------------------------------------------- | ----------------------------------------------------------- | -------------------------------------------------------- |
| Site : Giesen Belgique Bulgarie Pays-Bas Allemagne de l'Ouest | Site : Francfort Italie Allemagne de l'Est URSS Yougoslavie | Site : Osnabrück Israël Pologne Roumanie Tchécoslovaquie |

#### Poule A
| # | Équipe               | Pts | J | G | P | Sp | Sc | Ratio | Pp  | Pc  | Ratio |
| - | -------------------- | --- | - | - | - | -- | -- | ----- | --- | --- | ----- |
| 1 | Bulgarie             | 6   | 3 | 3 | 0 | 9  | 1  | 9     | 145 | 78  | 1.859 |
| 2 | Pays-Bas             | 5   | 3 | 2 | 1 | 6  | 5  | 1.2   | 132 | 137 | 0.964 |
| 3 | Belgique             | 4   | 3 | 1 | 2 | 5  | 8  | 0.625 | 148 | 169 | 0.876 |
| 4 | Allemagne de l'Ouest | 3   | 3 | 0 | 3 | 3  | 9  | 0.333 | 130 | 171 | 0.76  |

| Date     | Match                           | Résultat | Sets  | Sets  | Sets  | Sets  | Sets  | Total Points |
| Date     | Match                           | Résultat | 1     | 2     | 3     | 4     | 5     | Total Points |
| -------- | ------------------------------- | -------- | ----- | ----- | ----- | ----- | ----- | ------------ |
| 26.07.75 | Pays-Bas - Allemagne de l'Ouest | 3 - 1    | 15-9  | 11-15 | 15-12 | 15-9  | -     | 56-45        |
| 26.07.75 | Bulgarie - Belgique             | 3 - 1    | 10-15 | 15-5  | 15-5  | 15-6  | -     | 55-31        |
| 27.07.75 | Bulgarie - Pays-Bas             | 3 - 0    | 15-11 | 15-10 | 15-2  | -     | -     | 45-23        |
| 27.07.75 | Belgique - Allemagne de l'Ouest | 3 - 2    | 11-15 | 16-14 | 15-6  | 13-15 | 15-11 | 70-61        |
| 28.07.75 | Bulgarie - Allemagne de l'Ouest | 3 - 0    | 15-5  | 15-11 | 15-8  | -     | -     | 45-24        |
| 28.07.75 | Pays-Bas - Belgique             | 3 - 1    | 8-15  | 15-12 | 15-8  | 15-12 | -     | 53-47        |

#### Poule B
| # | Équipe             | Pts | J | G | P | Sp | Sc | Ratio | Pp  | Pc  | Ratio |
| - | ------------------ | --- | - | - | - | -- | -- | ----- | --- | --- | ----- |
| 1 | URSS               | 6   | 3 | 3 | 0 | 9  | 3  | 3     | 168 | 112 | 1.5   |
| 2 | Allemagne de l'Est | 5   | 3 | 2 | 1 | 7  | 3  | 2.333 | 134 | 101 | 1.327 |
| 3 | Italie             | 4   | 3 | 1 | 2 | 4  | 6  | 0.667 | 99  | 128 | 0.773 |
| 4 | Yougoslavie        | 3   | 3 | 0 | 3 | 1  | 9  | 0.111 | 85  | 145 | 0.586 |

| Date     | Match                            | Résultat | Sets  | Sets  | Sets  | Sets  | Sets | Total Points |
| Date     | Match                            | Résultat | 1     | 2     | 3     | 4     | 5    | Total Points |
| -------- | -------------------------------- | -------- | ----- | ----- | ----- | ----- | ---- | ------------ |
| 26.07.75 | Yougoslavie - Allemagne de l'Est | 0 - 3    | 12-15 | 13-15 | 2-15  | -     | -    | 27-45        |
| 26.07.75 | URSS - Italie                    | 3 - 1    | 11-15 | 16-14 | 15-5  | 15-2  | -    | 57-36        |
| 27.07.75 | Yougoslavie - URSS               | 1 - 3    | 9-15  | 15-10 | 2-15  | 6-15  | -    | 32-55        |
| 27.07.75 | Allemagne de l'Est - Italie      | 3 - 0    | 15-1  | 15-6  | 15-11 | -     | -    | 45-18        |
| 28.07.75 | Yougoslavie - Italie             | 0 - 3    | 8-15  | 9-15  | 9-15  | -     | -    | 26-45        |
| 28.07.75 | URSS - Allemagne de l'Est        | 3 - 1    | 11-15 | 15-4  | 15-12 | 15-13 | -    | 56-44        |

#### Poule C
| # | Équipe          | Pts | J | G | P | Sp | Sc | Ratio | Pp  | Pc  | Ratio |
| - | --------------- | --- | - | - | - | -- | -- | ----- | --- | --- | ----- |
| 1 | Tchécoslovaquie | 6   | 3 | 3 | 0 | 9  | 2  | 4.5   | 155 | 116 | 1.336 |
| 2 | Pologne         | 5   | 3 | 2 | 1 | 8  | 5  | 1.6   | 164 | 127 | 1.291 |
| 3 | Roumanie        | 4   | 3 | 1 | 2 | 4  | 8  | 0.5   | 135 | 167 | 0.808 |
| 4 | Israël          | 3   | 3 | 0 | 3 | 3  | 9  | 0.333 | 118 | 162 | 0.728 |

| Date     | Match                      | Résultat | Sets  | Sets  | Sets  | Sets  | Sets  | Total Points |
| Date     | Match                      | Résultat | 1     | 2     | 3     | 4     | 5     | Total Points |
| -------- | -------------------------- | -------- | ----- | ----- | ----- | ----- | ----- | ------------ |
| 26.07.75 | Tchécoslovaquie - Roumanie | 3 - 0    | 17-15 | 15-8  | 15-12 | -     | -     | 47-35        |
| 26.07.75 | Pologne - Israël           | 3 - 1    | 15-6  | 15-5  | 7-15  | 15-3  | -     | 52-29        |
| 27.07.75 | Tchécoslovaquie - Israël   | 3 - 0    | 15-7  | 15-13 | 15-6  | -     | -     | 45-26        |
| 27.07.75 | Pologne - Roumanie         | 3 - 1    | 15-4  | 15-2  | 11-15 | 16-14 | -     | 57-35        |
| 28.07.75 | Tchécoslovaquie - Pologne  | 3 - 2    | 15-6  | 15-8  | 6-15  | 12-15 | 15-11 | 63-55        |
| 28.07.75 | Roumanie - Israël          | 3 - 2    | 15-13 | 9-15  | 15-12 | 11-15 | 15-8  | 65-63        |

### Tour final

#### Poule de Classement 7 à 12 (Nordhorn)
| # | Équipe               | Pts | J | G | P | Sp | Sc | Ratio | Pp  | Pc  | Ratio |
| - | -------------------- | --- | - | - | - | -- | -- | ----- | --- | --- | ----- |
| 1 | Italie               | 9   | 5 | 4 | 1 | 14 | 4  | 3.5   | 254 | 165 | 1.539 |
| 2 | Yougoslavie          | 9   | 5 | 4 | 1 | 12 | 6  | 2     | 232 | 194 | 1.196 |
| 3 | Roumanie             | 9   | 5 | 4 | 1 | 14 | 8  | 1.75  | 274 | 256 | 1.07  |
| 4 | Belgique             | 7   | 5 | 2 | 3 | 7  | 13 | 0.538 | 233 | 263 | 0.886 |
| 5 | Israël               | 6   | 5 | 1 | 4 | 8  | 14 | 0.571 | 244 | 287 | 0.85  |
| 6 | Allemagne de l'Ouest | 5   | 5 | 0 | 5 | 5  | 15 | 0.333 | 207 | 279 | 0.742 |

| Date     | Match                              | Résultat | Sets  | Sets  | Sets  | Sets  | Sets  | Total Points |
| Date     | Match                              | Résultat | 1     | 2     | 3     | 4     | 5     | Total Points |
| -------- | ---------------------------------- | -------- | ----- | ----- | ----- | ----- | ----- | ------------ |
| 29.07.75 | Belgique - Allemagne de l'Ouest    | 3 - 2    | 11-15 | 16-14 | 15-6  | 13-15 | 15-11 | 70-61        |
| 29.07.75 | Yougoslavie - Italie               | 0 - 3    | 8-15  | 9-15  | 9-15  | -     | -     | 26-45        |
| 29.07.75 | Roumanie - Israël                  | 3 - 2    | 15-13 | 9-15  | 15-12 | 11-15 | 15-8  | 65-63        |
| 30.07.75 | Yougoslavie - Roumanie             | 3 - 2    | 15-9  | 2-15  | 15-9  | 13-15 | 15-6  | 60-54        |
| 30.07.75 | Belgique - Israël                  | 3 - 2    | 15-9  | 15-13 | 13-15 | 11-15 | 15-9  | 69-61        |
| 30.07.75 | Italie - Allemagne de l'Ouest      | 3 - 0    | 15-8  | 15-12 | 15-7  | -     | -     | 45-27        |
| 31.07.75 | Yougoslavie - Israël               | 3 - 1    | 15-7  | 15-4  | 11-15 | 15-13 | -     | 56-39        |
| 31.07.75 | Roumanie - Allemagne de l'Ouest    | 3 - 1    | 15-11 | 9-15  | 15-6  | 15-12 | -     | 54-44        |
| 31.07.75 | Italie - Belgique                  | 3 - 1    | 15-7  | 15-12 | 6-15  | 15-6  | -     | 51-40        |
| 01.08.75 | Yougoslavie - Belgique             | 3 - 0    | 15-13 | 15-12 | 15-8  | -     | -     | 45-33        |
| 01.08.75 | Roumanie - Italie                  | 3 - 2    | 16-14 | 8-15  | 15-10 | 1-15  | 16-14 | 56-68        |
| 01.08.75 | Israël - Allemagne de l'Ouest      | 3 - 2    | 15-9  | 10-15 | 15-3  | 10-15 | 15-10 | 65-52        |
| 02.08.75 | Yougoslavie - Allemagne de l'Ouest | 3 - 0    | 15-13 | 15-9  | 15-1  | -     | -     | 45-23        |
| 02.08.75 | Italie - Israël                    | 3 - 0    | 15-7  | 15-6  | 15-3  | -     | -     | 45-16        |
| 02.08.75 | Roumanie - Belgique                | 3 - 0    | 15-2  | 15-11 | 15-8  | -     | -     | 45-21        |

#### Poule Finale (Francfort)
| # | Équipe             | Pts | J | G | P | Sp | Sc | Ratio | Pp  | Pc  | Ratio |
| - | ------------------ | --- | - | - | - | -- | -- | ----- | --- | --- | ----- |
| 1 | URSS               | 10  | 5 | 5 | 0 | 15 | 6  | 2.5   | 286 | 230 | 1.243 |
| 2 | Tchécoslovaquie    | 9   | 5 | 4 | 1 | 13 | 8  | 1.625 | 257 | 214 | 1.201 |
| 3 | Pologne            | 7   | 5 | 2 | 3 | 11 | 11 | 1     | 262 | 276 | 0.949 |
| 4 | Allemagne de l'Est | 7   | 5 | 2 | 3 | 11 | 12 | 0.917 | 277 | 282 | 0.982 |
| 5 | Bulgarie           | 7   | 5 | 2 | 3 | 9  | 10 | 0.9   | 237 | 230 | 1.03  |
| 6 | Pays-Bas           | 5   | 5 | 0 | 5 | 3  | 15 | 0.2   | 159 | 246 | 0.646 |

| Date     | Match                                | Résultat | Sets  | Sets  | Sets  | Sets  | Sets  | Total Points |
| Date     | Match                                | Résultat | 1     | 2     | 3     | 4     | 5     | Total Points |
| -------- | ------------------------------------ | -------- | ----- | ----- | ----- | ----- | ----- | ------------ |
| 29.07.75 | Bulgarie - Pays-Bas                  | 3 - 0    | 15-11 | 15-10 | 15-2  | -     | -     | 45-23        |
| 29.07.75 | URSS - Allemagne de l'Est            | 3 - 1    | 11-15 | 15-4  | 15-12 | 15-13 | -     | 56-44        |
| 29.07.75 | Tchécoslovaquie - Pologne            | 3 - 2    | 15-6  | 15-8  | 6-15  | 12-15 | 15-11 | 63-55        |
| 30.07.75 | Allemagne de l'Est - Bulgarie        | 3 - 2    | 14-16 | 15-13 | 15-12 | 8-15  | 15-10 | 67-66        |
| 30.07.75 | URSS - Pologne                       | 3 - 2    | 15-11 | 11-15 | 15-8  | 12-15 | 15-12 | 68-61        |
| 30.07.75 | Tchécoslovaquie - Pays-Bas           | 3 - 1    | 15-6  | 15-7  | 4-15  | 15-10 | -     | 49-38        |
| 31.07.75 | Bulgarie - Pologne                   | 3 - 1    | 13-15 | 15-13 | 15-4  | 15-7  | -     | 58-39        |
| 31.07.75 | URSS - Tchécoslovaquie               | 3 - 1    | 15-13 | 7-15  | 15-8  | 15-3  | -     | 52-39        |
| 31.07.75 | Allemagne de l'Est - Pays-Bas        | 3 - 1    | 8-15  | 15-9  | 15-8  | 15-5  | -     | 53-37        |
| 01.08.75 | URSS - Pays-Bas                      | 3 - 1    | 9-15  | 15-11 | 15-4  | 15-11 | -     | 54-41        |
| 01.08.75 | Tchécoslovaquie - Bulgarie           | 3 - 0    | 15-10 | 15-8  | 15-5  | -     | -     | 45-23        |
| 01.08.75 | Pologne - Allemagne de l'Est         | 3 - 2    | 15-12 | 15-12 | 8-15  | 9-15  | 15-13 | 62-67        |
| 02.08.75 | URSS - Bulgarie                      | 3 - 1    | 16-14 | 10-15 | 15-9  | 15-7  | -     | 56-45        |
| 02.08.75 | Tchécoslovaquie - Allemagne de l'Est | 3 - 2    | 11-15 | 15-3  | 5-15  | 15-8  | 15-5  | 61-46        |
| 02.08.75 | Pologne - Pays-Bas                   | 3 - 0    | 15-6  | 15-9  | 15-5  | -     | -     | 45-20        |

## Classement final
| Place              | Équipe               |
| ------------------ | -------------------- |
| Médaille d'or      | URSS                 |
| Médaille d'argent  | Tchécoslovaquie      |
| Médaille de bronze | Pologne              |
| 4                  | Allemagne de l'Est   |
| 5                  | Bulgarie             |
| 6                  | Pays-Bas             |
| 7                  | Italie               |
| 8                  | Yougoslavie          |
| 9                  | Roumanie             |
| 10                 | Belgique             |
| 11                 | Israël               |
| 12                 | Allemagne de l'Ouest |